# Вратья
Вратья, называемые также вратьи (Vratyas) — обобщающее название группы людей, находящейся вне ведийско-брахманистской традиции в Индии.
Первоначально вратья, по всей видимости, представляли собой кочевое племя, которое вместе с ариями достигло Древней Индии. Вратья имели повозки, запряжённые лошадьми, мулами и ослами, которые служили им как молельное место. Члены племени носили тюрбаны и ожерелья мониста, а также ритуальные серьги и одежду тёмного цвета. Мигрировав на субконтинент, племя осело в Восточной Индии.
Вратья упоминаются во многих древних источниках, включая Веды. В Ригведе выражение используется менее десяти раз, обычно в отношении отколовшейся или враждебной группы людей, живущих во временных поселениях. Ригведа описывает вратьев как аскетов, практикующих йогу, в частности, дающих обеты, направленных на физические ограничения. Атхарваведа описывает вратьев как членов группы, связанных «мистическим общением». Индологи придерживаются мнения, что изначально они следовали арийским, однако не ведийским нормам жизни и культовой практике. В результате эволюции вратья оказались вне ведийской, а затем брахманистской традиции. Иными словами, вратья превратились в небрахманизированное сообщество.
Немецко-канадский религиовед Клаус Клостермайер называет их «группа еретиков» и отмечает, что они могли быть неарийскими иммигрантами с Ближнего Востока. Достоверно об их происхождении ничего не известно. По другой гипотезе вратьями стали арийцы, покинувшие высшие касты. В частности, члены брахманского сообщества, то есть брахманы по рождению, однако утратившие свой статус из-за неисполнения очистительных обрядов. К ним также причисляют лиц, рождённых от брака между членами разных каст, в частности, матери-кшатрийки и отца-шудры. В современном понимании к вратьям могут относить любых лиц, стоящих вне каст и канонической религиозной традиции.
Уклад жизни вратьев был близок к раннему шиваизму, последователи которого почитали Рудру. Древнему божеству поклонялись в так называемой стране «Прачья» (на территории Магадхи и смежных районов в Северо-Восточной Индии), где племя вратьев осело. Они представляли собой странствующих аскетов, объединённых по этническому признаку или как религиозная секта. В центре культа находилось божество Эка-Вратья (Eka-Vratya), которое имело те же семь воплощений, что и Шива. Вратья придерживались собственных форм аскезы и эзотерических практик. Для поддержания мистической связи с божеством вратья употребляли алкогольные напитки, позволяющие им входить в изменённое состояние сознания. Вратьи практиковали тапас («внутренний жар») для накопления энергии и обретения сакральных сил. В частности, дыхательные упражнения, голодание, отказ от сна, неподвижные позы, длительное пребывание под палящим солнцем или на холоде, а также обет молчания. Тексты «Брахманы» характеризуют вратьев как знахарей и поборников правды. Некоторые индологи предполагают, что вратья могли быть источником неведических верований и практик, нашедших отражение в шиваизме.